# Велижка (деревня)
Велижка — деревня в Угранском районе Смоленской области России. Входит в состав Полдневского сельского поселения.

## География
Расположена в юго-восточной части области в 14 км к юго-западу от Угры, в 4 км северо-западнее автодороги Знаменка-Спас-Деменск, на берегу реки Угра. В 14 км северо-восточнее от деревни находится железнодорожная станция Угра на линии «Торжок — Брянск».

## История
В годы Великой Отечественной войны деревня была оккупирована гитлеровскими войсками в октябре 1941 года, освобождена в марте 1943 года.

## Население
| 2007 |
| ---- |
| 1    |